# Шишкін Юрій Васильович
Юрій Васильович Шишкін (рос. Шишкин Юрий Васильевич; нар. 24 серпня 1963 року, Азов, РРФСР) — радянський і російський музикант, почесний професор Харківської консерваторії (2003) і Шанхайської консерваторії (2005), баяніст.

## Життєпис
Юрій Шишкін народився 24 серпня 1963 року в місті Азові Ростовської області, в немузичній сім'ї. Його мати — Шишкіна Софія Андріївна — майстер жіночих суконь, батько — Шишкін Василь Іванович — робітник заводу Ковальсько-пресового устаткування. По лінії батька предки були донськими козаками. Прапрадід Юрій за заслуги перед вітчизною у військовій сфері отримав від царя 40 десятин землі. Мати — з Білорусії, Гомельська область, Рогачовський район, селище Станьково (Мінська область). Перші навички гри на баяні він отримав у свого дядька — Шишкіна Георгія Івановича, баяніста-любителя, гітариста і співака.

## Освіта
- 1970 — 1977 роки — навчався в Дитячій школі мистецтв в Азові
- 1978–1982 роки — навчався в Ростовському училищі мистецтв у класі Н. И. Григоренко
- 1983—1989 роки — Ростовський музично-педагогічний інститут (наразі консерваторія імені С. В. Рахманінова)
- 1992 рік — проходив асистентуру-стажування в Російській академії музики імені Гнєсіних у класі професора В. А. Семенова.

## Концертна діяльність
Свій перший сольний концерт виконав у 1982 році в ДШМ ім. Римського-Корсакова в Ростові-на-Дону. Починаючи з 1988 року Шишкін їздив з концертами містами СРСР (Челябінськ, Свердловськ, Одеса, Ленінград, Москва). У 1989 році відбувся успішно його перший концерт за кордоном (Голландія, Амстердам). Він виступає з концертами, лекціями та майстер-класами в найбільших містах світу, грає в усіх регіонах Росії, бере участь в міжнародних фестивалях і конкурсах. Прем'єри його нових програм щорічно проходять в Голландії, Німеччині, Росії.

## Творчість
Музикант грає близько 100 концертів у рік. Гастролював більш ніж 30 країнах, у тому числі країнах Західної та Східної Європи, Центральної, Латинської Америки, США, В'єтнамі, Китаї тощо. Є організатором багатьох фестивалів.

## Репертуар
До репертуару Юрія Шишкіна входять твори російської та закордонної класичної музики: С. Прокоф'єва, Д. Шостаковича, А. Шнітке, А. Хачатуряна, І. Стравинського, М. Римського-Корсакова, П. Чайковського, М. Мусоргського, І. Хандошкіна, І. Брамса, Ф. Мендельсон, Ф. Ліста, С. Франка, К. Сен-Санса, Ж. Бізе, Х. Родріго, Й. Штрауса, Й. Хельмесбергера-молодшого, Е. Лекуоні, А. Копланда, Д. Гершвіна, а також оригінальні твори А. Кусякова, В. Семенова та ін.

## Досягнення. Відзнаки
За період від 17 до 28 років Юрій Шишкін брав участь в десяти конкурсах різного рівня і в семи з них став переможцем.
- 1988 рік — Лауреат міжнародного конкурсу в Німеччині (Клінгенталь), Америці (Канзас-сіті, 1990), Італії (Кастельфидардо, 1991).
- 1990 рік — Лауреат міжнародного конкурсу в Америці (Канзас-сіті)
- 1991 рік — Лауреат міжнародного конкурсу в Італії (Кастельфідардо)
- 1999 рік — отримав звання Заслужений артист Російської Федерації
- 2003 рік — його компакт-диск «Romantic bajan» отримав вищу категорію (десять зірок) і був визнаний переможцем на конкурсі в Берліні

## Особисте життя
У 1989 році Юрій Шишкін одружився з Галиною Петрівною Шишкіною. Галина Шишкіна — викладач по класу домри та гітари в ДМШ ім. Ипполітова-Іванова, а також в Ростовському коледжі мистецтв, серед її учнів багато лауреатів всеросійських і міжнародних конкурсів. З 2010 року Галина Петрівна є Заслуженим діячем мистецтва.
У шлюбі народилися двоє дітей — син Андрій і дочка Алла. Обоє так само пов'язані з музикою.

## Цікаві факти
- Популярність отримав на початку 90-х років, після перемоги в Клінгенталі, Канзас-сіті, ставши першим росіянином — переможцем «Citta di Castelfidardo», а тоді в нім брали участь близько 1000 осіб з різних країн світу.
- Ростовський композитор Анатолій Кусяков присвятив Юрієві Шишкіну наступні твори: «П'ята соната», «Концерт для баяна з оркестром, струнними, клавішними та ударними інструментами», «Весняні картини», «Лиця часу, що йде». Ці твори були уперше виконані Шишкіним і ним же відредаговані.
- Окрім баяна також володіє іншими інструментами: фортепіано, акордеоном, ударними, балалайкою, але не на такому рівні, як баяном.
- Ім'я Юрія Шишкіна занесено в книгу «Культура Дону в особах».